# روبرت إس. ميرفي
روبرت إس. ميرفي (بالإنجليزية: Robert S. Murphy)‏ هو محامي وسياسي أمريكي، ولد في 18 أكتوبر 1861، وتوفي في 24 يونيو 1912. حزبياً، نشط في الحزب الجمهوري.